# Julesburg
La ville de Julesburg est le siège du comté de Sedgwick, situé dans le Colorado, aux États-Unis.
La ville est la première du Colorado à recevoir le chemin de fer et le télégraphe. Elle doit son nom à Jules Beni (en), dirigeant d'un poste de traite local.

## Histoire
- Bataille de Julesburg

## Démographie
| 1890 | 1900 | 1910 | 1920  | 1930  | 1940  |
| ---- | ---- | ---- | ----- | ----- | ----- |
| 202  | 371  | 962  | 1 320 | 1 467 | 1 619 |

| 1950  | 1960  | 1970  | 1980  | 1990  | 2000  |
| ----- | ----- | ----- | ----- | ----- | ----- |
| 1 951 | 1 840 | 1 578 | 1 528 | 1 295 | 1 467 |

| 2010  | - | - | - | - | - |
| ----- | - | - | - | - | - |
| 1 225 | - | - | - | - | - |

Selon le recensement de 2010, Julesburg compte 1 225 habitants. La municipalité s'étend sur 1,48 milles carrés (3,83 km2).